# فالنتين بالينت
فالنتين بالينت (بالرومانية: Valentin Balint)‏ هو لاعب كرة قدم روماني في مركز الهجوم، ولد في 7 فبراير 1994 في بوخارست في رومانيا. لعب مع دينامو بوخارست ورابيد بوخارست وكونكورديا كياجنا ونادي بترولول بلويشتي ونادي بياترا نيامتس.

## وصلات خارجية
- فالنتين بالينت على موقع قاعدة بيانات كرة القدم.إي يو (الإنجليزية)
- فالنتين بالينت على موقع Soccerway.com (الإنجليزية)